# Wilfried Tekovi
Wilfried Tekovi est un footballeur togolais né le 22 octobre 1989 à Bordeaux.

## Biographie
Wilfried Tekovi commence le football au FC Écureuils Merignac Arlac en 1998. À treize ans, il rejoint les  Girondins de Bordeaux où il reste trois ans avant de rejoindre le SCO Angers en 2005. Il ne reste qu'une saison dans ce club et intègre le centre de formation du FC Gueugnon en 2006. Avec les Forgerons, il évolue avec l'équipe des moins de 18 ans, puis rejoint l'équipe réserve en CFA 2. Il connait une sélection avec le Togo en 2009. En juillet 2009, il effectue un essai avec le Thouars Foot mais n'est cependant pas retenu.
En 2010 Wilfried Tekovi rejoint le SA Mérignac en CFA 2 où il dispute trois rencontres en équipe première. L'année suivante, il évolue en division d'honneur Aquitaine dans le club voisin du FC Écureuils Merignac Arlac puis, en 2012, rejoint l'US Lège-Cap-Ferret.

## Palmarès
- International togolais (1 sélection).